# Philodoria
Philodoria är ett släkte av fjärilar. Philodoria ingår i familjen styltmalar.

## Dottertaxa tillPhilodoria, i alfabetisk ordning[1]
- Philodoria auromagnifica
- Philodoria basalis
- Philodoria costalis
- Philodoria dubauticola
- Philodoria dubautiella
- Philodoria epibathra
- Philodoria floscula
- Philodoria hauicola
- Philodoria hibiscella
- Philodoria lipochaetaella
- Philodoria lysimachiella
- Philodoria marginestrigata
- Philodoria micropetala
- Philodoria molokaiensis
- Philodoria naenaeiella
- Philodoria neraudicola
- Philodoria nigrella
- Philodoria nigrelloides
- Philodoria pipturiana
- Philodoria pipturicola
- Philodoria pipturiella
- Philodoria pittosporella
- Philodoria sciallactis
- Philodoria spilota
- Philodoria splendida
- Philodoria succedanea
- Philodoria touchardiella
- Philodoria ureraella
- Philodoria urerana
- Philodoria wilkesiella